# Silvano Meconi
Silvano Meconi (Cortona, 28 ottobre 1931 – Firenze, 22 settembre 2005) è stato un pesista italiano, che vanta tre partecipazioni olimpiche da Melbourne 1956 a Tokyo 1964 e 13 titoli nazionali.
Bronzo ai Giochi del Mediterraneo di Barcellona 1955 ed oro a quelli di Napoli 1963.

## Biografia
Nato a Cortona, in provincia di Arezzo, Meconi si trasferì a Firenze, dove lavorò come ferroviere.
Si dedicò al getto del peso nel 1950, ma si cimentò anche nel lancio del disco (dove ottenne anche buoni risultati con un 48,72 nel 1965) e nel lancio del giavellotto, gareggiando negli anni cinquanta e anni sessanta. L'atleta, alto 1,88 e con un peso forma di 115 kg, è stato allenato da Lauro Bononcini.
Utilizzò dapprima la tecnica della traslocazione semplice, per passare successivamente allo stile O'Brien. Conquistò 13 titoli italiani. Con la sua attività sportiva, il primato italiano del peso migliorò di ben tre metri: da 15,82 (1955) a 18,82 (1960). Ottenne per tre volte anche il primato europeo.
Meconi, però, non riuscì a dimostrare le sue capacità in occasione della competizioni principali. Partecipò a tre Olimpiadi, ottenendo al massimo un 10º posto, e a due Campionati europei. Ha indossato la maglia azzurra in 47 competizioni. Terminò la carriera agonistica nel 1969.

## Record

### Europei
- 18,03 (1959)
- 18,19 (1959)
- 18,48 (1959)

### Nazionali
- 18,82 - Schio (10 agosto 1960)

## Palmarès
| Anno | Manifestazione          | Sede       | Evento         | Risultato | Prestazione | Note |
| ---- | ----------------------- | ---------- | -------------- | --------- | ----------- | ---- |
| 1955 | Giochi del Mediterraneo | Barcellona | Getto del peso | Bronzo    | 15,35 m     |      |
| 1956 | Giochi olimpici         | Melbourne  | Getto del peso | 10º       | 16,28 m     |      |
| 1958 | Europei                 | Stoccolma  | Getto del peso | 5º        | 16,98 m     |      |
| 1960 | Giochi olimpici         | Roma       | Getto del peso | 13º       | 16,73 m     |      |
| 1963 | Giochi del Mediterraneo | Napoli     | Getto del peso | Oro       | 17,82 m     |      |
| 1964 | Giochi olimpici         | Tokyo      | Getto del peso | 17º       | 17,29 m     |      |

## Campionati nazionali
- 13 volte campione nazionale nel getto del peso (1955/1965, 1967/1968)